# Lincoln MKT
Der Lincoln MKT ist ein Pkw-Modell des amerikanischen Automobilherstellers Lincoln. Als Crossover-SUV der Oberklasse verbindet der MKT Eigenschaften eines Kombis (Ladevolumen) und eines Vans (Variabilität) mit denen eines Sport Utility Vehicles. Der zwischen 2009 und 2019 in Oakville (Ontario) produzierte Wagen ist oberhalb des MKX positioniert und basiert technisch auf dem Ford Flex. Da der Lincoln MKT besser als der Flex ausgestattet ist, wird er in Amerika als Luxury Large Crossover klassifiziert und konkurriert mit Modellen wie dem Audi Q7, der Mercedes-Benz R-Klasse oder dem Buick Enclave.
Mit Einstellung des Lincoln Town Car im August 2011 ersetzt der MKT als MKT Town Car diesen als exklusives Mietwagen- und Flottenfahrzeug.

## Design

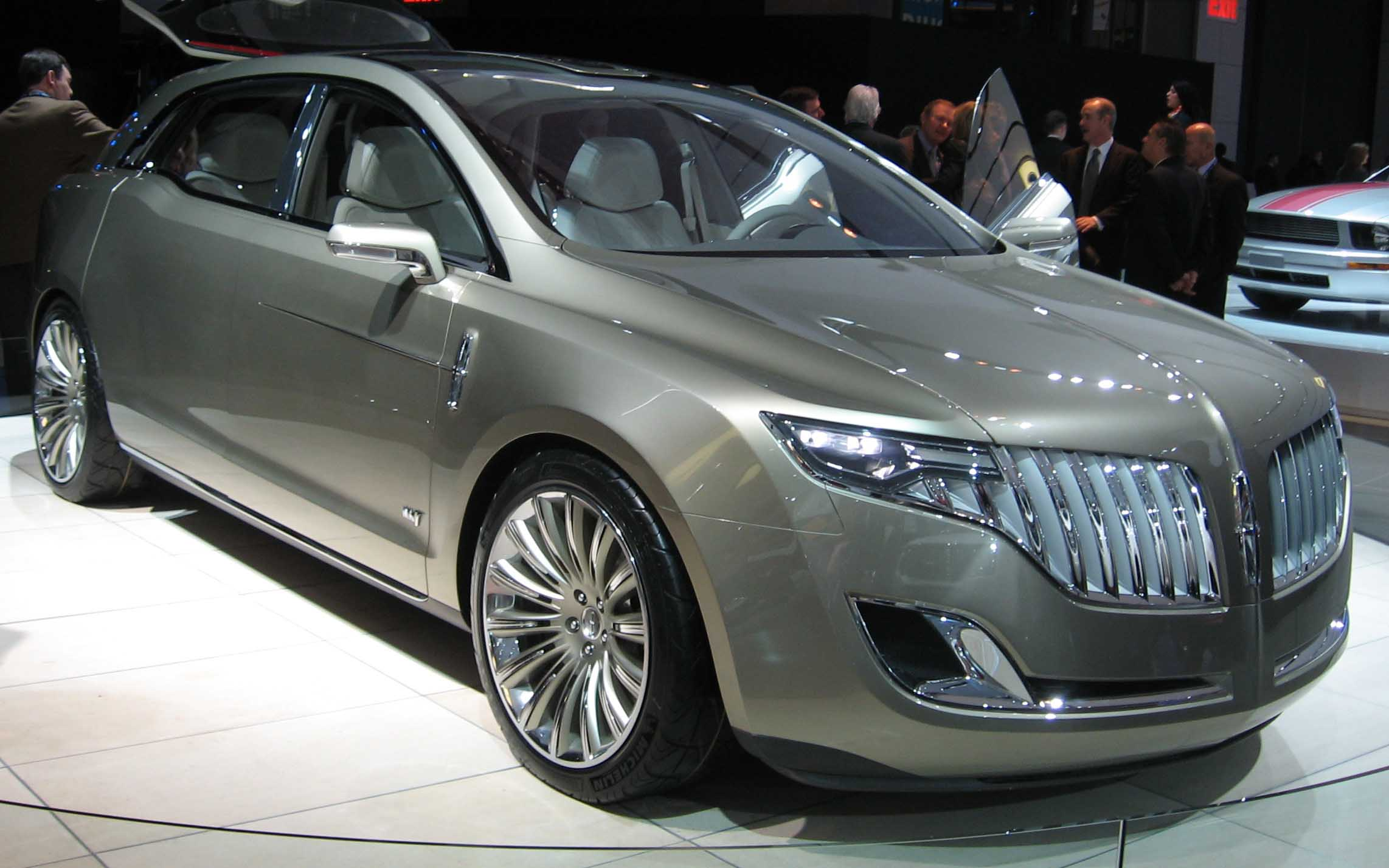
Lincoln MKT Concept

2008 stellte Lincoln auf der North American International Auto Show in Detroit ein gleichnamiges Konzeptfahrzeug vor. Im Gegensatz zu den für die Marke typischen Limousinen handelt es sich dabei um ein 5,30 Meter langes Crossover-Modell, dass laut Ford den Komfort einer Luxuslimousine mit dem Raumangebot eines Vans und der Performance eines Sportwagens verbinden soll. Optisch auffällig sind der große, zweigeteilte Kühlergrill mit vertikalen Lamellen und LED-Scheinwerfern an der Front. Charakteristisch für die Seitenansicht sind verchromte 21-Zoll-Räder, eine Lichtkante unterhalb der Fensterlinie und die im hinteren Drittel ansteigende Seitenlinie. Am Heck dominieren ein breites LED-Leuchtenband und zwei verchromte Endrohre.
Die meisten Designelemente der Studie finden sich auch beim Serienmodell wieder. Die größte Änderung betrifft das Heck, welches nun steiler ansteigt.

## Ausstattung
Die serienmäßige Ausstattung des Lincoln MKT ist von der Wahl des Motors abhängig; außerdem sind einige Optionen auch nur in Verbindung mit dem EcoBoost-Motor erhältlich. Zur Außenausstattung gehören grundsätzlich 19-Zoll-Leichtmetallräder, adaptive Xenonscheinwerfer mit Kurvenlicht, ein Regensensor sowie eine elektrisch betätigte Heckklappe. Besonderheiten sind das Easy Fuel-Betankungssystem, das sich ohne separaten Tankverschluss nach dem Betanken automatisch schließt sowie das Vista Roof-Panoramaglasdach für die erste und zweite Sitzreihe mit elektrischem Sonnenrollo, das sich optional auch elektrisch öffnen lässt. Weiterhin gibt es getönte hintere Scheiben und Schallschutz-Glas in den Fronttüren. Die serienmäßige Einparkhilfe mit Rückfahrkamera kann gegen Aufpreis durch einen aktiven Parkassistent ergänzt werden.
Im Innenraum verfügt der MKT über sieben Ledersitze in drei Reihen und ein Kofferraumvolumen von 507 bis 2149 Liter. Die Vordersitze und die faltbare Dreiersitzbank in der zweiten Reihe haben serienmäßig eine Heizung, zusätzlich lassen sich der Fahrer- und Beifahrersitz klimatisieren und elektrisch verstellen. Auf Wunsch gibt es für die zweite Reihe zwei klappbare Einzelsitze mit Klimatisierung, elektrischer Lendenwirbelstütze und durchgehender Mittelkonsole mit Kühlfach. Ein weiteres Extra ist die elektrische Umklapp- und Verstaufunktion der dritten Sitzreihe inklusive Tailgating-Position. Zur Komfortausstattung zählen obendrein Sonnenschutzrollos, eine elektrisch verstellbare Lenksäule sowie Pedale, eine Drei-Zonen-Klimaautomatik und Fußstützen für die Passagiere im Fond. Das Entertainmentsystem umfasst ein CD/MP3-Radio mit Festplatte, zehn Lautsprecher und SIRIUS Satellite-Technologie sowie einen USB-Anschluss. Über das Multifunktions-Holz-Lederlenkrad mit Geschwindigkeitsregelanlage lässt sich zudem das Sync-System steuern, welches gleichzeitig Bluetooth-Freisprecheinrichtung und Sprachsteuerung für Audiogeräte ist. Im Cockpit ist überdies ein Bordcomputer, ein Garagentoröffner und ein Touchscreen-Display zur Bedienung der Audio- und Klimaanlage und zur Anzeige der Rückfahrkamera und eines Kompasses vorhanden. Optional wird ein THX-5.1-Surround-Sound-System mit 600 Watt und 14 Lautsprechern, ein sprachgesteuertes Festplatten-DVD-Navigationssystem oder ein DVD-System mit zwei Bildschirmen in den Vorderkopfstützen angeboten.
Die Sicherheitsausstattung umfasst neben einer Diebstahlwarnanlage, acht Airbags, EBD und einer Reifendruckkontrollanzeige auch einen elektrochromatisch abblendenden Fahreraußen- und Innenspiegel. Zudem verbindet das AdvanceTrac-System Funktionen des ABS und des ESP und erweitert diese durch eine Active Yaw- und Roll Stability Control. Das sogenannte SOS Post Crash Alert System aktiviert obendrein nach einem Unfall mit Airbag- oder Gurtstrafferauslösung die Warnblinkanlage und das Signalhorn. Weiterhin gibt es ein spezielles Fahrzeugzugangssystem, dass aus mehreren Komponenten besteht: das SecuriCode-Sensortastenfeld in der B-Säule öffnet das Fahrzeug nach Eingabe des Zugangscodes oder in Verbindung mit Intelligent Access öffnet sich lediglich die Fahrertür, wenn der Schlüssel mitgeführt und das Keypad berührt wird. Eine Neuerung stellt der MyKey dar, ein programmierbarer Fahrzeugschlüssel mit Wegfahrsperre, mit dem ein eingeschränkter Fahrmodus erzeugt werden kann. In diesem wird die Höchstgeschwindigkeit auf 80 mph (circa 130 km/h) und die Leistung der Audioanlage auf 44 % beschränkt. Außerdem ertönen Signale beim Überschreiten von 45, 55 oder 65 mph (72, 89 oder 105 km/h) und die stets aktive Gurtanlegewarnung schaltet das Radio stumm, falls ein Insasse unangeschnallt ist. Der aufpreispflichtige Abstandsregeltempomat besitzt ein Kollisionswarnsystem mit Bremseingriff, das den Fahrer bei einem drohenden Auffahrunfall per Head-up-Display warnt und eventuell notwendigen Bremsdruck aufbaut. Ebenfalls optional erhältlich ist BLIS mit Querverkehrswarnung. Letztere registriert beim Ausscheren aus Längsparklücken vorbeifahrende Fahrzeuge und warnt durch einen Signalton.

## Modellpflege 2012
Für das Modelljahr 2013 erhielt der MKT eine Modellpflege. Diese umfasste einen geänderten Kühlergrill und eine andere Frontschürze. Im Innenraum gab es eine neue Instrumentenanzeige mit zentralem Tachometer und zwei flankierenden, konfigurierbaren LC-Displays sowie ein neues Lenkrad. Zudem wurde die Leistung des 3,7-Liter-V6-Motors auf 220 kW (300 PS) erhöht.
In Verbindung mit dem EcoBoost-Motor war ein adaptives Fahrwerk mit Normal-, Sport- und Komfort-Modus verfügbar. Dieses erhielt Daten zur optimalen Einstellung des Fahrwerks aus 46 verschiedenen Quellen und konnte 500 Berechnungen pro Sekunde durchführen. Somit kann die Fahrwerkseinstellung innerhalb von elf Millisekunden angepasst werden.
Vorgestellt wurde das überarbeitete Modell auf der LA Auto Show im November 2011. Es war ab Frühjahr 2012 erhältlich. Im Jahr 2019 wurde die Produktion eingestellt. Als Nachfolger fungiert der konventioneller gestaltete Lincoln Aviator.

## Bildergalerie

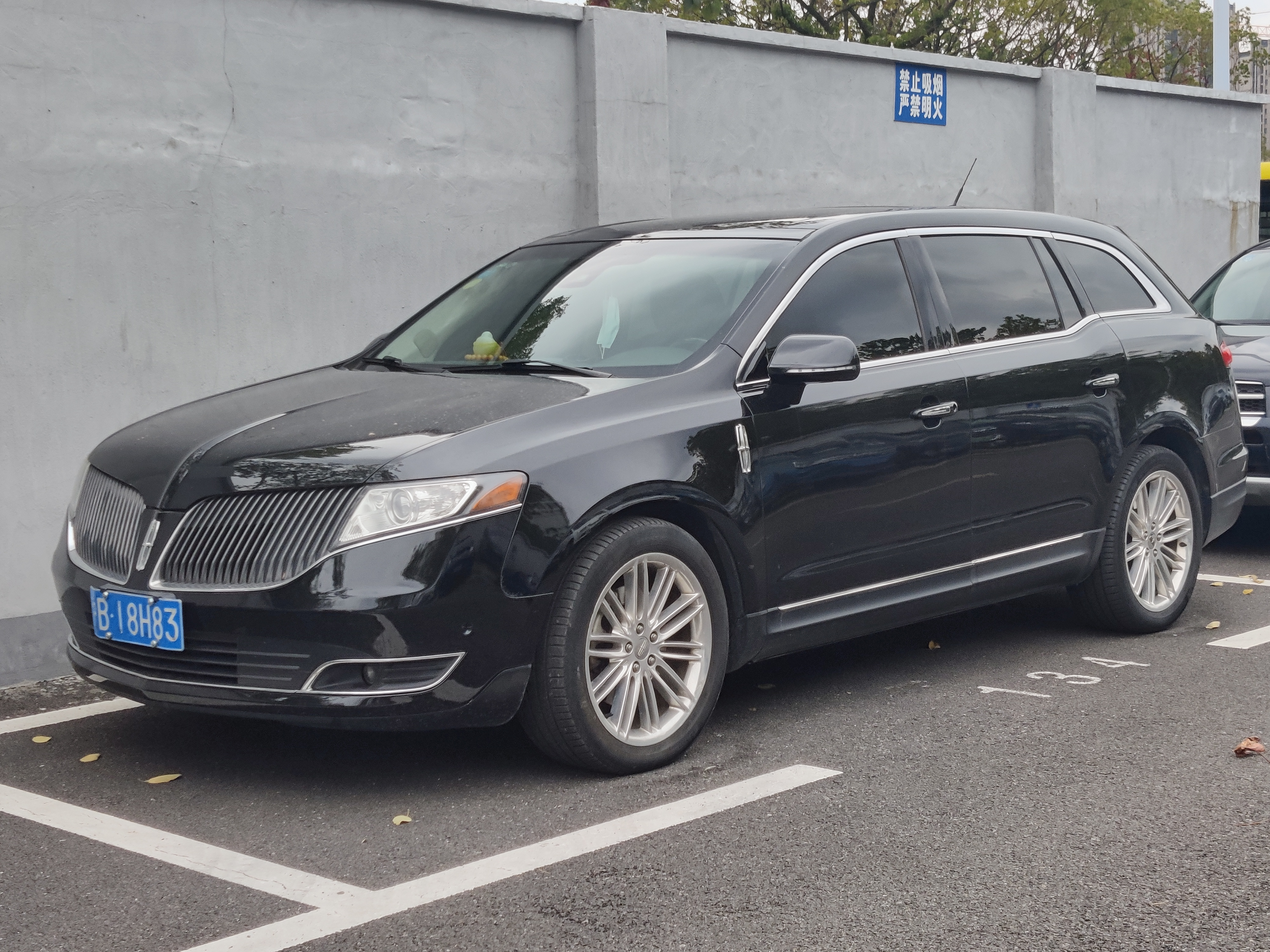
Facelift (2012–2019)
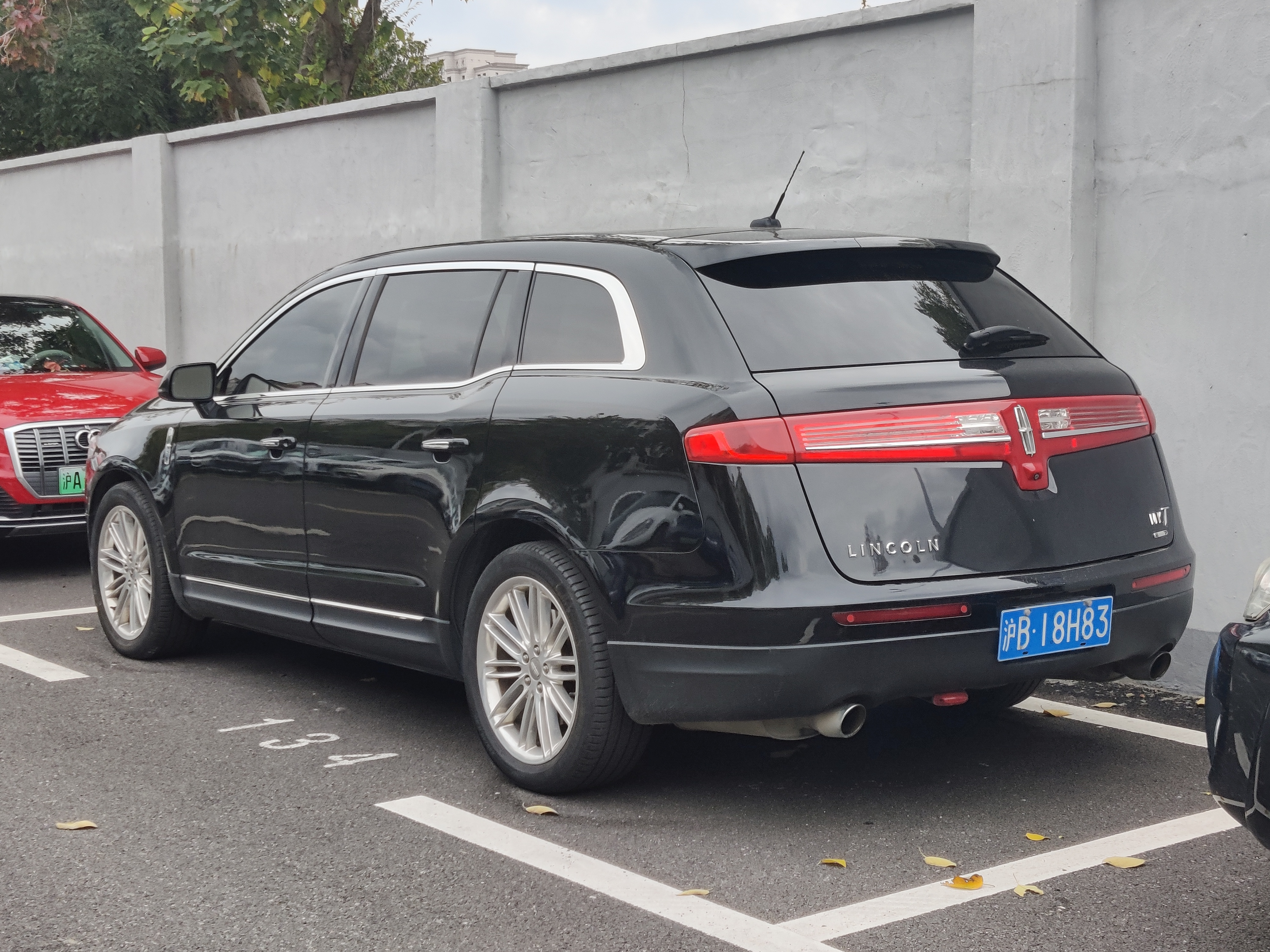
Heckansicht
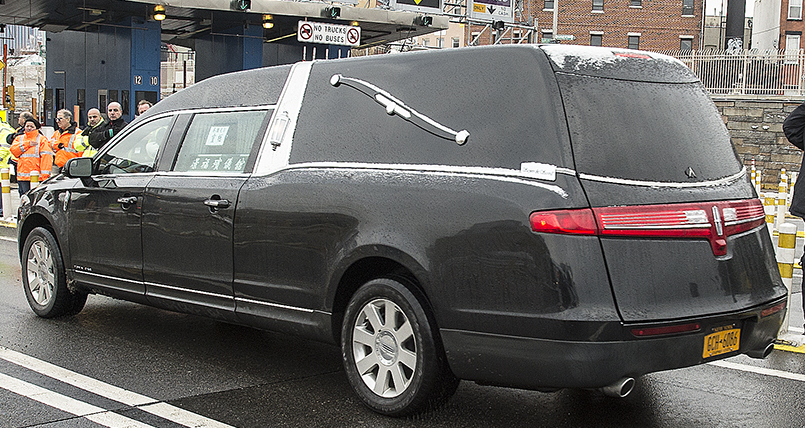
Als Leichenwagen

## Technik
Basierend auf Fords D3-Plattform, die zum Beispiel der Ford Taurus oder der Lincoln MKS nutzen, wurde eine verlängerte und angepasste Version namens D4 entwickelt, die nur beim Ford Flex (D471) und dem Lincoln MKT (D472) eingesetzt wird. Als Motorisierungen werden zwei V6-Ottomotoren in Kombination mit einem Sechsstufen-Automatikgetriebe mit Schaltpaddels angeboten. Der 3,7-Liter-Duratec-Motor mit Front- oder Allradantrieb leistet 200 kW (272 PS) und wird beispielsweise auch im Mazda CX-9 oder der amerikanischen Version des Mazda6 verwendet. Der 3,5-Liter-Motor der 2009 eingeführten EcoBoost-Serie besitzt serienmäßigen Allradantrieb und stammt aus dem Lincoln MKS. Er leistet durch doppelte Turboaufladung sowie Benzindirekteinspritzung 265 kW (360 PS). Die EcoBoost-Motoren sollen dank Downsizing und Bi-Turbo die Kraft eines V8-Triebwerkes mit dem Verbrauch und den CO2-Emissionen eines Sechszylinders verbinden.

### Motoren
|                                             | 3.7L Duratec                        | 3.5L EcoBoost                                                                     |
| Bauzeitraum:                                | 2009–2018                           | 2009–2019                                                                         |
| Motortyp:                                   | Sechszylinder-Ottomotor in V-Bauart | Sechszylinder-Ottomotor in V-Bauart mit Benzindirekteinspritzung, Twin-Turbolader |
| Hubraum:                                    | 3721 cm³                            | 3496 cm³                                                                          |
| max. Leistung bei min−1:                    | 200 kW (272 PS)/6250                | 265 kW (360 PS)/5700                                                              |
| max. Drehmoment bei min−1:                  | 362 Nm/4250                         | 475 Nm/1500–5250                                                                  |
| Getriebe, serienmäßig                       | 6-Stufen-Automatikgetriebe          | 6-Stufen-Automatikgetriebe                                                        |
| Antrieb, serienmäßig [Antrieb, optional]    | Frontantrieb [Allradantrieb]        | Allradantrieb                                                                     |
| Kraftstoffverbrauch (kombiniert auf 100 km) | 11,75 l Super (20 mpg (US))         | 12,4 l Super (19 mpg (US))                                                        |
| CO2-Emission, kombiniert                    | 243 g/km                            | 199 g/km                                                                          |